# Port Ellen Lighthouse
Das Port Ellen Lighthouse, schottisch-gälisch: Carraig Fhada Lighthouse, ist ein Leuchtturm auf der schottischen Hebrideninsel Islay. Er befindet sich auf einer felsigen Landspitze namens Carraig Fhada im Norden der Halbinsel Oa etwa zwei Kilometer entfernt von dem gegenüberliegenden Fährhafen Port Ellen. Der Leuchtturm markiert die westliche Begrenzung der Einfahrt in den Hafen von Port Ellen. In den britischen Denkmallisten ist er in der Kategorie B gelistet. Der Leuchtturm wurde 1832 von Walter Frederick Campbell, dem Laird der Insel, in Gedenken an seine Ehefrau Lady Eleanor Charteris errichtet, die im Alter von 36 Jahren verstorben war.

## Beschreibung
Port Ellen Lighthouse weist für einen Leuchtturm eine ungewöhnliche Architektur auf. Es besteht aus einem 17 m hohen Turm mit einer quadratischen Grundfläche von 5,5 m Seitenlänge. Darin sind auf drei Stockwerken Räumlichkeiten eingerichtet, welche über den in nordöstlicher Richtung angebauten, etwas niedrigeren Treppenturm mit einer ebenfalls quadratischen Grundfläche von 3,4 m Seitenlänge zugänglich sind. Nach oben schließt der Turm flach ab. Das Leuchtfeuer befindet sich am Ende eines kurzen, stumpfen Masts, der mittig auf der Fläche angebracht ist. Dieser Teil des Turmes ist nur über eine Leiter zugänglich. Das 80 cm mächtige Mauerwerk besteht aus gekalktem Bruchstein. Der Haupteingang befindet sich auf der Westseite und damit der landwärtigen Seite. Oberhalb ist eine Gedenktafel angebracht. Ein zweiter Eingang ist an der Nordseite zu finden. Das Gebäude wurde zuletzt in den Jahren 2003 und 2004 restauriert. Die zugehörigen Gebäude für die Unterbringung des Leuchtturmwärters werden heute als Privatwohnungen genutzt.